# Рябинкин, Лев Александрович
Лев Александрович Рябинкин (22 сентября 1910, Москва — 13 ноября 1985) — советский геофизик, сейсморазведчик, лауреат Государственной премии СССР (1970). Кандидат технических наук (1944), доцент (1946), доктор технических наук (1962), профессор (1962). Среди учеников — 15 докторов наук. Автор метода регулируемого направленного приёма сейсмических волн (МРНП). Автор 20 изобретений. В честь Л. А. Рябинкина названо научно-исследовательское судно «Профессор Рябинкин», построенное в 1989 году. Представитель СССР в Постоянном совете всемирных нефтяных конгрессов (1967—1979). Дед актёра Евгения Стычкина.

## Биография

Портрет Л. А. Рябинкина работы Л. И. Мешковой

Из интеллигентной семьи: мать — учитель истории в школе, отец — врач, заведующий отделением хирургии детской Морозовской больницы, впоследствии заслуженный врач РСФСР.
В 1928 году поступил на физико-математический факультет Московского государственного университета. В 1930 году вместе с группой студентов МГУ переведён в Московский геологоразведочный институт (МГРИ), который окончил через два года.
В 1932—1939 годах — научный сотрудник Государственного исследовательского нефтяного института (ГИНИ), старший инженер Всесоюзной конторы геофизических разведок (ВКГР), Государственного союзного геофизического треста (ГСГТ).
В 1942—1943 годы — директор Центральной научно-исследовательской геофизической лаборатории (ЦНИЛ-геофизика).
С 1933 года по совместительству преподавал в Московском нефтяном институте им. И. М. Губкина, в 1935—1943 также в МГРИ.
С 1944 года — на научно-педагогической работе.
В 1944—1953 годах читал курс по сейсморазведке на кафедре геофизических методов разведки Московского нефтяного института им. И. М. Губкина (МНИ). С 1953 по 1980 годы — заведующий кафедрой полевой геофизики, с 1980 по 1985 — профессор этой кафедры.
Скоропостижно умер 13 ноября 1985 года. Похоронен на Донском кладбище в Москве.
Дочери: балерины Елена и Ксения.

## Труды
- Курс геофизических методов нефтяных месторождений(1950),
- Специальный курс сейсморазведки(1961),
- Полевая геофизика (1967),
- Обработка геофизической информации на ЭВМ (1977),
- Теория упругих волн (1987).

## Награды
- Орден Трудового Красного Знамени
- Орден «Знак Почёта»
- 5 медалей,
- Две золотые медали ВДНХ.
- Почётный нефтяник, отличник Мингео СССР и Минвуза СССР.